# 레바논계 에콰도르인
레바논계 에콰도르인(Lebanese Ecuadorians)은 에콰도르에 거주하는 레바논계 주민들을 지칭하는 말이다. 주로 키토나 과야킬 등지에 정착했다.
압달라 부카람 - 에콰도르의 정치인, 육상인
자밀 마후아드 - 에콰도르의 정치인
하이메 네봇 - 에콰도르의 정치인
알베르토 다익 - 에콰도르의 정치인
훌리오 테오도로 살렘 - 에콰도르의 정치인
발레스카 삽 - 에콰도르의 모델